# Antonia Fotaras

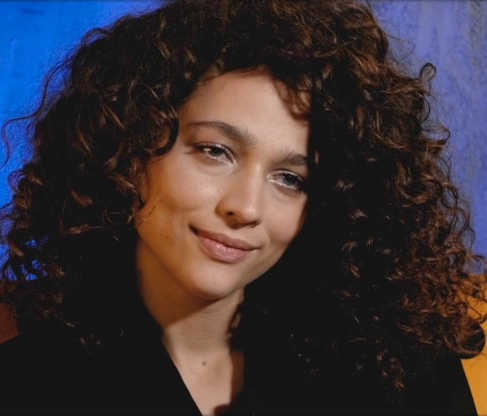
Antonia Fotaras, 2022

Antonia „Nina“ Fotaras (* 10. September 1999 in Rom) ist eine italienische Schauspielerin.

## Leben
Antonia Fotaras spielte bereits als Kind Theater. Ab 2016 erhielt sie Schauspiel-Privatunterricht. Seit 2018 hat sie Auftritte in Film und Fernsehen. So spielte sie „das Mädchen“ in der Serie Der Name der Rose. Von 2018 bis 2020 spielte sie in Skam Italia mit. 2020 spielte sie die Hauptrolle der „Ade Bruno“ in der Netflix-Fantasyserie Luna Nera. Zudem bekam Fotaras 2023 eine Rolle in Un'estate fa.
Außerdem spricht sie Italienisch, Englisch, Französisch, Deutsch, Spanisch und Griechisch.

## Filmografie (Auswahl)
- 2018: Don Matteo (Fernsehserie, 1 Folge)
- 2018–2020: Skam Italia (Fernsehserie, 15 Folgen)
- 2019: Der Name der Rose (The Name of the Rose, Fernsehserie, 8 Folgen)
- 2019: The First King: Romulus & Remus (Il primo re)
- 2020: Luna Nera (Fernsehserie, 6 Folgen)
- 2021: Addio al nubilato
- 2022: La prima regola
- 2023: Un'estate fa